# 望月明雄
望月 明雄（もちづき あきお、1967年〈昭和42年〉11月20日 - ）は、日本の自治・総務・内閣府官僚。

## 来歴
茨城県東茨城郡茨城町出身。茨城県立水戸第一高等学校を経て、1991年（平成3年）、京都大学法学部を卒業。同年自治省に入省。入省後、山形県健康福祉部長、同総務部長、総務省大臣官房企画課個人番号企画室長、内閣官房内閣参事官（内閣総務官室）、同皇室典範改正準備室参事官、総務省自治行政局市町村課長、総務省大臣官房総務課長、総務省大臣官房企画課長、内閣官房東京オリンピック競技大会・東京パラリンピック競技大会推進本部事務局参事官、同観光戦略実行推進室参事官、同就職氷河期世代支援推進室参
事、国土交通省道路局自転車活用推進本部事務局次長、国立国会図書館支部総務省図書館長、内閣府大臣官房審議官（沖縄政策及び沖縄科学技術大学院大学企画推進担当）、内閣府沖縄振興局沖縄科学技術大学院大学企画推進室長、内閣官房内閣審議官（内閣官房副長官補付）、同沖縄復帰50周年記念式典準備室審議官などを歴任。
2022年（令和4年）6月28日、沖縄振興局長に就任。
2024年（令和6年）7月5日、総務省大臣官房地域力創造審議官に就任。
2025年（令和7年）7月1日、内閣官房内閣審議官（内閣官房副長官補付）兼内閣官房デジタル行財政改革会議事務局長代理に就任。